# Alberto Chagas
Alberto Chagas – piłkarz urugwajski, reprezentant kraju, grający na pozycji obrońcy.
Chagas wziął udział w turnieju Copa América 1955, gdzie Urugwaj zajął czwarte miejsce. Zagrał w jednym spotkaniu z reprezentacją Peru.
W swojej karierze reprezentacyjnej Chagas zagrał w tym jednym spotkaniu.